# ناتا
ناتا (به لاتین: Nata, Cyprus) یک روستا در قبرس است که در ناحیه پافوس واقع شده‌است.

## خصوصیات
ناتا  ۱۸۱ نفر جمعیت دارد.